# Episodi di Better Off Ted - Scientificamente pazzi (seconda stagione)
La seconda e ultima stagione della serie televisiva Better Off Ted - Scientificamente pazzi è composta da 13 episodi. I primi 11 sono stati trasmessi negli Stati Uniti dall'8 dicembre 2009 al 26 gennaio 2010 su ABC ed è stata successivamente sospesa su questa rete; i due episodi restanti sono stati trasmessi in prima visione sul canale tematico australiano The Comedy Channel il 17 e il 24 agosto successivi.
In Italia è stata trasmessa dall'11 gennaio al 15 febbraio 2011 su Fox.
| nº | Titolo originale                              | Titolo italiano                                | Prima TV originale | Prima TV Italia  |
| -- | --------------------------------------------- | ---------------------------------------------- | ------------------ | ---------------- |
| 1  | Love Blurts                                   | La lista dei single                            | 8 dicembre 2009    | 11 gennaio 2011  |
| 2  | The Lawyer, The Lemur and the Little Listener | L'avvocato il lemure e la piccola ascoltatrice | 15 dicembre 2009   | 11 gennaio 2011  |
| 3  | Battle of the Bulbs                           | La battaglia delle lampadine                   | 22 dicembre 2009   | 18 gennaio 2011  |
| 4  | It's Nothing Business, It's Just Personal     | Premio o punizioni?                            | 29 dicembre 2009   | 18 gennaio 2011  |
| 5  | The Great Repression                          | La grande repressione                          | 1º gennaio 2010    | 25 gennaio 2011  |
| 6  | Beating a Dead Workforce                      | Fuori orario                                   | 1º gennaio 2010    | 25 gennaio 2011  |
| 7  | Change We Can't Believe In                    | A tutto volume                                 | 5 gennaio 2010     | 1º febbraio 2011 |
| 8  | The Impertence of Communicationizing          | L'improtanza del comunicare                    | 12 gennaio 2010    | 1º febbraio 2011 |
| 9  | The Long and Winding High Road                | Che vinca il migliore                          | 12 gennaio 2010    | 8 febbraio 2011  |
| 10 | Lust in Translation                           | Sessualità tradotta                            | 19 gennaio 2010    | 8 febbraio 2011  |
| 11 | Mess of a Salesman                            | Il premio di Veronica                          | 26 gennaio 2010    | 15 febbraio 2011 |
| 12 | It's My Party and I'll Lie if I Want To       | La festa non è per tutti                       | 17 agosto 2010     | 15 febbraio 2011 |
| 13 | Swag the Dog                                  | Più lavori, più premi                          | 24 agosto 2010     | 15 febbraio 2011 |